# لشکر گارد بریتانیا
لشکر گارد بریتانیا (انگلیسی: Guards Division) لشکر پیاده‌نظام زیرمجموعه نیروی زمینی بریتانیا است، که در سال ۱۹۶۸ تأسیس شد.
لشکر گارد یک واحد اداری ارتش بریتانیا بود که مسئول آموزش و اداره هنگ‌های گارد پیاده و گردان ذخیره گارد لندن بود. لشکر گارد مسئول ارائه دو گردان برای وظایف عمومی به ناحیه لندن (به‌علاوه سه گروهان افزایشی) بود؛ اگرچه گاردها بیشتر با مراسم مرتبط هستند، با این وجود گردان‌های پیاده‌نظام عملیاتی هستند و به همین ترتیب تمام نقش‌های مختلف پیاده‌نظام را انجام می‌دهند. در سال ۲۰۲۲، لشکر گارد به لشکر گارد و چترباز تغییر نام داد.